# Глебов, Виктор Сергеевич
Виктор Сергеевич Глебов (9 [22] декабря 1906, Ижевск — 30 сентября 1985 года, Воронеж) — советский военачальник, Герой Советского Союза (29.05.1945). Генерал-майор (27.11.1942).

## Начальная биография
Виктор Сергеевич Глебов родился 9 (22) декабря 1906 года в Ижевске в семье крестьянина. В 6 лет с семьёй переехал в Вятку (Киров), где с окончанием 9 классов, работал в железнодорожном депо станции Вятка.

## Военная служба в довоенное время
В августе 1928 года был призван в Красную Армию. Служил на Дальнем Востоке в 1-й Тихоокеанской стрелковой дивизии, где в 1929 году окончил команду одногодичников 2-го Нерчинского стрелкового полка. В 1929 году участвовал в боевых действиях на КВЖД. В 1930 году окончил Курсы по подготовке командиров пехоты в Иркутске. С июня 1930 года служил в 120-м стрелковом полку 40-й стрелковой дивизии на Дальнем Востоке на должностях командира взвода и командира пулемётной роты. С декабря 1937 — помощник начальника оперативной части штаба этой дивизии. В 1938 году принимал участие в боях у озера Хасан и за боевые отличия награждён своей первой наградой — орденом Красного Знамени. В июне 1939 года направлен на учёбу.
В 1941 году окончил Военную академию РККА имени М. В. Фрунзе.

## Великая Отечественная война
В июле 1941 года майор В. С. Глебов был направлен на Западный фронт. Некоторое время был офицером-порученцем при командующем фронтом Маршале Советского Союза С. К. Тимошенко. С августа — начальник штаба 242-й стрелковой дивизии 30-й армии, занимавшей оборону у села Демяхи. Дивизия вела затяжные оборонительные бои в ходе Смоленского оборонительного сражения, в том числе за посёлок Батурино. В сентябре в одном из боёв ранило командира дивизии генерал-майора К. А. Коваленко, и подполковник Глебов возглавил дивизию.
В начале немецкого генерального наступления на Москву в начале октября дивизия попала в Вяземский котёл севернее Вязьмы, и Глебов принял решение выходить из окружения в направлении на Ржев. После недолгой артиллерийской подготовки дивизия захватила станцию Осуга и, продолжив наступление на север, через 10 дней вышла из окружения в районе города Старица.
После выхода из окружения 17 октября Глебов был назначен на должность начальника штаба 220-й стрелковой дивизии 22-й армии Калининского фронта, участвовал в Калининской оборонительной операции.
В декабре 1941 года отозван с фронта и направлен в Уральский военный округ, где в январе 1942 года назначен командиром 130-й отдельной стрелковой бригады. В марте бригада прибыла в 30-ю армию Калининского фронта, там участвовала в Ржевско-Вяземской наступательной операции. Ему было присвоено звание полковника.
В июле 1942 года В. С. Глебов был назначен на должность командира 27-й гвардейской стрелковой дивизии, которая в августе была переброшена под Сталинград и вела оборонительные бои в Сталинградской битве в составе 1-й гвардейской армии и 4-й танковой армии. С ноября дивизия принимала участие в Сталинградской наступательной операции в рядах 66-й и 65-й армий, прошла с боями свыше 150 километров и освободила несколько населённых пунктов, в том числе и ряд районов Сталинграда.
Уже после завершения битвы дивизия была передана в состав 62-й армии, вскоре преобразованной в 8-ю гвардейскую армию. В её рядах командир дивизии Глебов прошёл всю дальнейшую войну, принимал участие в Изюм-Барвенковской, Донбасской, Запорожской, Днепропетровской, Березнеговато-Снигирёвской, Одесской, Люблин-Брестской, Висло-Одерской, Берлинской наступательных операциях.
С началом наступления 17 июля 1943 года дивизия начала путь от Сталинграда через Барвенково, Запорожье, Днепропетровск и Никополь на Одессу. Около Запорожья дивизия вела три дня непрерывные бои. Передовой полк наткнулся на контратаковавшие танки противника. Глебов отправился в этот полк, где приказал пропустить танки на шедшую следом артиллерию, а пехоту остановить, в результате чего дивизия вошла в Запорожье.
Летом 1944 года Глебов командовал дивизией в ходе прорыва укреплённой обороны противника западнее Ковеля, а также форсированием рек Западный Буг и Висла. Дивизия успешно вела боевые действия по расширению плацдарма на западном берегу Вислы около польского города Пулавы.
В январе 1945 года в ходе Висло-Одерской операции дивизия принимала участие во взятии города Лодзь и форсировании реки Варта, в результате чего подошла к городу Познань. Город был крепостью с фортами, окружёнными глубоким рвом. 26 января по приказу Глебова два полка дивизии наряду с соседями атаковали с берега Варты форты, которые в результате короткого боя были заняты. Глебов приказал в полках создать штурмовые группы, подрывавшие укрепления и овладевавшие ими. 23 февраля гарнизон Познани сдался.
Особое мужество и воинское мастерство командир дивизии В. С. Глебов проявил в Берлинской наступательной операции. 16 апреля ночью при свете мощных прожекторов дивизия перешла в наступление в районе Зеловских высот и 21 апреля вышла на окружную берлинскую автостраду. 23 апреля дивизия вышла к реке Шпрее, которую форсировала после захвата моста у Адлерсхофа. Вскоре дивизия захватила ещё один плацдарм и мост через Даме.
27-я гвардейская стрелковая дивизия в Берлине наступала к Тиргартену вдоль Ландвер-канала. 27 апреля дивизия овладела частью центрального железнодорожного узла. Глебов во время уличных боёв находился вместе с полками, организовывая взаимодействие частей. Вскоре дивизия заняла Потсдамский вокзал. 2 мая Глебов из здания почтамта доложил в штаб 29-го гвардейского стрелкового корпуса генералу А. Д. Шеменкову, что боевая задача выполнена…
Указом Президиума Верховного Совета СССР от 29 мая 1945 года за образцовое выполнение боевых заданий командования на фронте борьбы с немецкими захватчиками и проявленные при этом отвагу и геройство гвардии генерал-майору Виктору Сергеевичу Глебову было присвоено звание Героя Советского Союза с вручением ордена Ленина и медали «Золотая Звезда» (№ 5797).

## Послевоенная карьера
После Победы продолжил командовать этой дивизией, которая вошла в состав Группы советских оккупационных войск в Германии. В ноябре 1945 года она была переформирована в 21-ю гвардейскую механизированную дивизию, и гвардии генерал-майор В. С. Глебов командовал ей до декабря 1946 года, когда убыл на учёбу. В 1948 году окончил Высшую военную академию имени К. Е. Ворошилова. В 1947 году вступил в КПСС. С ноября 1948 года — командир 31-й гвардейской воздушно-десантной дивизии. С сентября 1950 служил Главным военным советником — военным атташе при Посольстве СССР в Албании. С июля 1953 года — заместитель командира 63-го стрелкового корпуса Уральского военного округа, с июня 1954 по июнь 1956 — командир 12-го стрелкового корпуса в Северо-Кавказском военном округе. С августа 1956 года — начальник военной кафедры Плодоовощного института имени И. В. Мичурина в городе Мичуринск Тамбовской области.
В сентябре 1959 года генерал-майор Виктор Сергеевич Глебов уволен в запас. Жил в Воронеже. Скончался 30 сентября 1985 года. Похоронен в Воронеже.
Избирался депутатом Верховного Совета Северо-Осетинской АССР 4-го созыва (1955—1959).

## Награды
- Герой Советского Союза (29 мая 1945)
- Два ордена Ленина (29.05.1945, 3.11.1953)
- Четыре ордена Красного Знамени (25.10.1938, 14.02.1943, 8.08.1944, 20.06.1949)
- Орден Суворова II степени (26.10.1943)
- Орден Кутузова II степени (19.03.1944)
- Орден Богдана Хмельницкого II степени (6.04.1945)
- Орден Отечественной войны I степени (11.03.1985)
- Орден Красной Звезды (3.11.1944)
- Медаль «За оборону Сталинграда» (22 декабря 1942)
- Юбилейная медаль «XX лет Рабоче-Крестьянской Красной Армии» (22.02.1938)
- Знак «Бойцу ОКДВА»
- Знак «Участнику Хасанских боёв»
- Другие медали СССР;
- Иностранные ордена и медали.

## Память
В Воронеже на доме № 2 по улице Кольцовская, в котором жил Герой с 1960 по 1985 годы, установлена мемориальная доска (2005).